# زورا (افغانستان)
زورا یک منطقهٔ مسکونی در افغانستان است که در ولایت بلخ واقع شده‌است.